# Hendrik Balde
Hendrik Balde (Ieper, 4 juni 1619 - aldaar, 10 april 1690) was een Zuid-Nederlands jezuïet en ascetisch schrijver.

## Levensloop
Balde werd jezuïet en werd een productief auteur van godsdienstige werken, die in heel wat talen en in verschillende landen werden gepubliceerd. 
Tot op heden zijn de belangrijkste nog altijd beschikbaar, als e-boeken of als 'gedrukt op verzoek'. Dit wordt door Amazon als volgt gerechtvaardigd: Dit werk is door geleerden geselecteerd als cultureel belangrijk en maakt deel uit van de kennisbasis van de beschaving zoals wij die kennen. Dit werk is gereproduceerd van het oorspronkelijke artefact en blijft zo trouw mogelijk aan het oorspronkelijke werk.

## Publicaties
- Broederschap om wel te sterven, 1661.
- Christelijke Waarheden, 1666.
- Nieuw Christelijke Waarheden, 1673.
- Christelijke Waerheid van de liefde der vijanden, 1669.
- Joseph, ghetrouwen advocaat in het leven en in de dood, 1674.

### Enkele vertalingen
Onder de vele heruitgaven en vertalingen, zijn bekend:
- Les grandes veritez du christianisme, qui donnent la methode de bien vivre et de bien mourir, Parijs, 1688.
- Christliche Wahrheit recht zu leben, 1716.
- Veritates Christianae: quae modum exhibent bene vivendi, et bene moriendi, Praag, 1720.
- Christelyke waerheden, leerende wel leven en wel sterven, Gent, Jan Meyer, 1750.
- Christliche Warheiten, Recht zu leben Und Wol zu sterben, Den Haag, 1751.
- Christliche Warheiten, Recht zu leben Und Wol zu sterben, 1752.